# S-butyllithium
s-butyllithium (ook sec-BuLi of s-BuLi genoemd) is een organolithiumverbinding met de formule CH3CHLiCH2CH3. Dit organolithiumreagens wordt gebruikt als synthon voor sec-butylcarbanionen in de organische chemie. Omdat er vier verschillende substituenten rond het ladingdragende koolstofatoom zitten, —Li, —H, —CH3 en —CH2CH3, is dit koolstofatoom chiraal.
s-butyllithium wordt standaard bereid op basis van s-butylhalides met metallisch lithium:
De koolstof-lithium-binding is sterk gepolariseerd. Het effect is dat het koolstofatoom een hoge partiële negatieve lading draagt en daardoor zowel een goede base als een goed nucleofiel is. Als base is s-BuLi sterker dan organolithiumreagentia met de lading op een primair koolstofatoom zoals n-butyllithium (n-BuLi). Hoewel de sterische hindering ook groter is, vormt s-BuLi nog steeds een waardevolle bouwsteen in het organisch-synthetisch arsenaal.
s-butyllithium wordt toegepast als om zwak zure protonen aan organische moleculen te onttrekken, met name in die gevallen waar het meer gebruikelijke reagens, n-BuLi, niet de gewenste resultaten geeft. Anderzijds, de grotere base-sterkte vergt ook meer aandacht bij het uitvoeren van de reacties dan met n-BuLi. Zo verloopt de reactie met ether bij kamertemperatuur in slechts enkele minuten, terwijl n-BuLi op die tijdschaal stabiel is. Veel reacties van s-BuLi zijn vergelijkbaar met die van andere organolithiumreagentia. Zo reageert het met carbonylgroepen en esters onder vorming van alcoholen (na protonering van het gevormde intermediaire alkoxide). Met koper(I)jodide (CuI) vormt s-BuLi lithiumdi-sec-butylcupraten. De reacties met de carbonyl- en estergroep kunnen ook uitgevoerd worden met s-butylmagnesiumbromide, een Grignardreagens, wat in feite het standaard reagens is voor die omzetting.